# سولا (رواية)
سولا (بالإنجليزية: Sula) هي رواية صادرة في عام 1973 للكاتبة الحائزة على جائزة نوبل توني موريسون. تُمثل الرواية العمل الثاني من حيث النشر للكاتبة، بعد رواية أزرق عين (1970).

## ملخص الحبكة
تمثل ذا بوتوم حيًا في أوهايو، أغلب سكانه من السود. وعد مزارع أبيض بمنح الحرية وقطعة من أراضي بوتوم لعبده إذا أدى بعض الأعمال الرتيبة الصعبة. عندما أنهى العبد أعماله، طلب من المزارع الإيفاء ببنوده في الصفقة. كانت الحرية سهلة، لم يعترض المزارع على ذلك، ولكنه لم يمنح العبد أي أرض، وأخبره بأسفه عن اضطراره بمنح العبد أرض الوادي. وأنه كان يأمل بإعطائه جزءًا من أرض بوتوم. أخبره العبد بأنه كان يعتقد أرض الوادي جزءًا من أرض بوتوم. قال السيد: «لا! أترى تلك التلال؟ تلك أرض بوتوم، ثرية وخصبة».
كان شادراك مقيمًا في بوتوم، ومحاربًا في الحرب العالمية الأولى. عاد شادراك من الحرب كسيرًا، عاجزًا عن قبول تعقيدات العالم. عاش في ضواحي مدينة بوتوم، محاولًا إعادة النظام لحياته. شملت تلك الوسائل محاولة تبديد مخاوفه من الموت، عن طريق طقوسًا اخترعها وأطلق عليها اسم يوم الانتحار القومي. احتاطت المدينة منه ومن طقوسه للوهلة الأولى، ولكنهم قبلوه مع الوقت دون تفكير.
وفي هذه الأثناء، وقعت المقارنة بين عائلتي نيل وسولا. نشأت نيل في عائلة تؤمن بالتقاليد الاجتماعية بعمق، ولها منزل مستقر، وقد يصفه البعض بالمتحجر على الرغم من ذلك. تشعر نيل بالريبة حيال الحياة التقليدية التي رسمتها لها والدتها، تطرق تلك الشكوك باب المنزل عندما تلتقي براشيل، جدتها التي عملت عاهرة، وكانت بذلك السيدة الوحيدة التي كسرت تقاليد العائلة. تختلف عائلة سولا عن ذلك: تعيش سولا مع جدتها إيفا وأمها هانا، وكلتاهما غريبتان في نظر المدينة. يُعد منزلهم أيضًا ملاذًا لثلاثة أولاد متبنيين بصورة غير رسمية، ولتيار ثابت من الغرباء.
تتعلق سولا ونيل ببعضهما بقوة خلال فترة المراهقة، على الرغم من الاختلافات الحائلة بينهما. ولكن حدثًا صادمًا يغير كل شيء. ذات يوم، تأرجح سولا طفلًا بالحي، مذعورًا، وتمسكه من يداه. وعندما تفقد سولا قبضتها عليه، يقع منها في نهر قريب ويغرق. لم تخبر الفتاتان أحدًا عن الحادثة أبدًا، على الرغم من أنهما لم تنويا إيذاء أحد. بدأت الفتاتان بالبعد عن بعضهما.
حاولت والدة سولا، هانا، أن تشعل النيران بالخارج ذات يوم، فالتقطت النار فستانها. شاهدت الجدة إيفا، والدة هانا، هذا الحدث من نافذة الطابق العلوي، وهرعت للحديقة لإنقاذ حياة ابنتها. جاءت سيارة الإسعاف متأخرًا، وماتت هانا وتأذت والدتها أيضًا. رسخت الحادثة من خوف إيفا على حفيدتها سولا، فقد تذكرت أنها وقفت في الشرفة مشاهدة والدتها تحترق. اقترح بعض النزلاء في الحي أن سولا كانت مفزوعة من الحادثة، ولكن الجدة تعتقد أنها وقفت وشاهدت لأنها كانت «مستثارة».
تختار نيل الزواج والاستقرار في دورها التقليدي بعد العودة. تسلك سولا سبيلًا مختلفًا تمامًا، وتعيش حياة استقلال وإهمال تام للتقاليد الاجتماعية. تترك سولا بوتوم لمدة عشر سنوات بعد زفاف نيل بفترة قصيرة. دخلت سولا في عدد من العلاقات، ويُعتقد أن بعضها مع رجال بيض كما قالت الشائعات. دخلت سولا الجامعة. وجدت سولا الناس في الجامعة يتبعون نفس الحياة المملة، فعادت إلى بوتوم وإلى نيل. اندهشت نيل بالثروة اللغوية الجديدة التي تعلمتها سولا في الجامعة.
نظرت المدينة إلى سولا على أنها تجسيد للشر؛ بسبب إهمالها للتقاليد الاجتماعية. ظهر هذا البغض في علاقات سولا مع الأعراق المختلفة، ولكنها تبلورت عندما دخلت سولا في علاقة غرامية مع زوج نيل، جودي، الذي هجر نيل بعد ذلك. أدى وصم المجتمع لسولا بالشر إلى تحسين حياتهم. إذ سمح لهم وجودها في المجتمع بالحياة المنسجمة مع بعضهم بعضًا. أنهت نيل صداقتها مع سولا. ولكن توصلت الفتاتان إلى شبه تصالح قبل وفاة سولا في عام 1940. انحل انسجام المدينة الذي سيطر عليها مع وفاة سولا. ماتت سولا وحيدة، ولم يأبه بها المجتمع الأسود بعد اكتشاف جثمانها، ليتركوا العناية بجنازتها للبيض. لم تتزوج نيل ثانية، وانحلت بوتوم ببطء بعد وفاة سولا، لتتحول إلى مكان مختلف. التقت نيل بإيفا في عام 1965 في منزل مسنين، حيث أخبرت إيفا نيل أنها علمت بحادثة الغرق المروعة التي شهدتها مع سولا. تذكرت نيل جنازة سولا بعد زيارة مقابر بيس. ألقت نيل السلام على مقبرة سولا، وبكت بحسرة على السنوات التي قضتها معها وعلى السنوات التي لم تقضيها معها، فقد كانت أفضل أصدقائها.

## الشخصيات
- سولا بيس : أفضل صديقة طفولة لنيل والتي عودتها إلى القاع تعطل المجتمع بأكمله. السبب الرئيسي وراء غرابة سولا هو تحديها للمعايير الجنسانية والأخلاق التقليدية والتي يرمز إليها بالعلامة "التي تمتد من منتصف الجفن نحو الحاجب، على شكل شيء يشبه الوردة الساقية"[1] والتي وفقًا لبعض القراءات النفسية هي رمز مزدوج مع صدى ذكري ومهبلي.[2]
- إيفا بيس : جدة سولا التي فقدت ساقًا واحدة. ورغم أن الظروف لم شرحها بالكامل على الإطلاق فمن المقترح أنها وضعتها عمداً تحت القطار من أجل جمع أموال التأمين لدعم أطفالها الثلاثة الصغار بعد أن تركها زوجها. لديها علاقة غريبة مع أطفالها. تنقل إلى هانا ثم إلى سولا الحاجة إلى اهتمام الذكور.
- بوي بوي : جد سولا الذي يترك إيفا من أجل امرأة أخرى.
- هانا بيس : والدة سولا ابنة إيفا الكبرى. تزوجت من ريكوس الذي توفي عندما كانت سولا في الثالثة من عمرها. هانا هي امرأة فاسقة وغير مبالية ثم احترقت حتى الموت أمام والدتها وابنتها. وكانت ابنتها سولا شاهدة على الحريق ولكنها لم تفعل شيئا في حين حاولت والدتها إنقاذها بالقفز فوقها من نافذة غرفة نومها.
- إيفا (بيرل) بيس : عمة سولا ابنة إيفا الكبرى الصغرى والطفل الأوسط. تزوجت عندما كانت في الرابعة عشر من عمرها وانتقلت إلى ميشيغان.
- رالف (بلام) بيس : عم سولا ابن إيفا وطفلها الأصغر. كان بلوم من قدامى المحاربين في الحرب العالمية الأولى ومدمنًا للهيروين. تحرقه إيفا حيًا بالكيروسين بسبب عدم استقراره العقلي.
- هيلين رايت : والدة نيل الملتزمة والنظيفة. مع أن كونها ابنة عاهرة إلا أنها نشأت على يد جدتها المتدينة سيسيل.
- نيل رايت : أفضل صديقة لسولا (يمكن اعتبارها أيضًا بطلة رئيسية) التي لا تريد أن تكون مثل والدتها لأنها لن تتحول أبدًا إلى "كاسترد" ولن تتعرض للإذلال من قبل أشخاص آخرين كما حدث مع والدتها. نيل هي عكس سولا : قررت الزواج وإنجاب الأطفال والبقاء في القاع عندما أصبحت بالغة. إنها أفضل صديقة لسولا لأنهما طفلان ثم تتحول علاقتهما إلى شيء أكثر تعقيدًا عندما ترك جود نيل من أجل سولا.
- شادراك : محارب قديم مصاب بجنون العظمة في الحرب العالمية الأولى يعود إلى مسقط رأس سولا ونيل ميداليون. هو الذي اخترع يوم الإنتحار الوطني.
- جود جرين : زوج نيل الذي يتركها بسبب علاقة حب مع سولا.
- أجاكس (ألبرت جاكس) : صديق سولا المقرب وحبيبها.
- تار بيبي (بريتي جوني) : رجل هادئ وجبان ومتحفظ أبيض جزئيًا أو ربما بالكامل يؤجر إحدى الغرف في منزل بيس. يُعتقد أن الطفل القطران جاء إلى القاع ليشرب نفسه حتى الموت.
- عائلة ديوي : ثلاثة أولاد كل منهم يفصل بينهم عام واحد تقريبًا في العمر وقد أطلقت إيفا على كل منهم لقب "ديوي". لم يكتب أسمائهم الحقيقية في الرواية أبدًا وبعد تقديم هذه الشخصيات، تمت الإشارة إلى الثلاثة ككائن واحد ومن هنا جاء استخدام موريسون للحرف الصغير "دي" في كلمة "ديوي" لبقية الرواية.
- تشيكن ليتل : الصبي الصغير الذي غرق عندما ألقته سولا عن طريق الخطأ في النهر.

## المواضيع الرئيسية

### الأمومة
تتصرف العديد من الشخصيات النسائية في الرواية خارج نطاق المعايير الجنسانية النموذجية لتلك الفترة الزمنية. إن جدة هيلين سيسيل هي التي تقف في مكان الأم والمشرفة الأساسية على رعايتها. تدير إيفا جدة سولا بيتًا داخليًا وتتولى مسؤولية نسختها الخاصة من الأمومة "وتدير حياة أطفالها وأصدقائها والحيوانات الضالة والتدفق المستمر من النزلاء" (30). في سولا لا يبدو أن العلاقات بين الأمهات وبناتهن تقوم على المودة المشتركة وواجب حماية النسل. على سبيل المثال سُمعت هانا والدة سولا وهي تتحدث مع صديقاتها قائلةً : "أنتم تحبونها كما أحب سولا. أنا فقط لا أحبها. هذا هو الفرق." (57) يُوحي تعليق هانا بشعور بالواجب لكنه يختلف عن تعليق جاكوبس إذ يوحي بغياب الرغبة في الأمومة. عندما تتحدى هانا والدتها إيفا بشأن تعبيرات الحب تجاهها ترد إيفا بتذكير هانا بالتضحيات التي قدمتها من أجلها.

### الازدواجية
تُظهر سولا العديد من الثنائيات أو أوجه التشابه بين شخصيات الرواية. على سبيل المثال سولا وإيفا كلاهما تقتلان الرجال (سولا تقتل تشيكن ليتل إيفا تقتل بلام). يؤدي موت تشيكن ليتل إلى جنازة مغلقة (64). وعلى نحو مماثل بالنسبة إلى هانا "كان لا بد من إبقاء النعش مغلقًا في الجنازة" (77). مات تشيكن بالماء وماتت هانا بالنار. تشاهد نيل الدجاجة وهي تموت غرقًا وفقًا لإيفا في المشهد اللاحق في دار التمريض (168). سولا تشاهد هانا تموت في النيران (78). يموت كل من بلام وهانا الأخ والأخت بسبب الحريق (تحترق بلام حتى الموت على يد إيفا وتموت هانا بسبب إصاباتها بعد اشتعال النيران بها عن طريق الخطأ).

### علامة ميلاد سولا
وُصفت سولا بأنها تحمل علامة ميلاد فوق إحدى عينيها والتي تصبح داكنة بمرور السنين مع نضوجها وتحديها للأعراف الاجتماعية. تستخدم مظهر العلامة الميلادية للكشف عن كيفية إدراك كل شخصية لسولا. فسر أقران سولا مظهر العلامة بشكل مختلف : فقد اعتقدت صديقة سولا المقربة نيل أنها تشبه الوردة بينما رأى شريك سولا في علاقة غرامية جود أنها على شكل ثعبان ورأى شادراك أن العلامة على شكل شرغوف.

## الأهمية الأدبية والنقد
كانت سولا جزءًا لا يتجزأ من تشكيل النقد الأدبي النسوي الأسود. في عام 1977 قدمت الناقدة الأدبية النسوية السوداء باربرا سميث في مقالها "نحو نقد نسوي أسود" تعريفًا للنقد الأدبي النسوي الأسود وقامت (بشكل) سيئ السمعة بقراءة مثلية لرواية سولا. في مقالها عام 1980 بعنوان "اتجاهات جديدة للنقد النسوي الأسود" ردت الناقدة الأدبية النسوية السوداء ديبورا ماكدويل على تحدي سميث من خلال الاعتراف بالحاجة إلى نقد نسوي أسود والدعوة إلى تعريف أكثر صرامة للنسوية السوداء.
في مقالها "الحدود : أم العلاقات البعيدة والأقارب المقربين" تستعين ماكدويل بالممارسات النقدية لهورتنس سبيلرز وهيزل كاربي وتقرأ رواية "سولا" من منظور ما بعد بنيوي حاثةً الناقدات السود على "تطوير وممارسة مناهج نقدية تفاعلية وحوارية" بدلاً من النظر إلى "هوية المرأة السوداء كجوهر موحد يُفضي إلى منهجية نقدية أصيلة". وكما تشير ماكدويل فإن غموض شخصية "سولا" يُقوّض التناقضات الثنائية التقليدية و"يتجاوز حدود الأعراف الاجتماعية واللغوية". وبالمثل فإن إبعاد الشخصية التي تُعطي الرواية عنوانها عن مركزيتها وتأجيلها الزمني "ينفي مفهوم الشخصية كجوهر ثابت ويستبدله بفكرة الشخصية كعملية". هذه "المجموعة المعقدة من الديناميكيات" تجبر القارئ على "ملء الفجوات" وكذلك "سد الفجوات التي تفصله عن النص" وبالتالي تجعله مشاركًا نشطًا في عملية صنع المعنى.
إن جمال سرد موريسون يكمن في تعقيده وقدرته على توضيح سيولة وقيمة الموضوع الأنثوي الأسود كما قامت بالتقاطه في الحياة اليومية.
يتناول رودريك فيرجسون إمكانيات سولا باعتبارها "فرصة لصياغة السياسة". يزعم فيرجسون أن سولا قدمت للنسويات السود المثليات "نموذجًا للذاتيات البديلة". وأصبحت الرواية أداة مفيدة لابتكار طرق جديدة للتفكير. ومن خلال توضيح العلاقات الاجتماعية البديلة فقد وفرت طريقة للنساء النسويات من ذوات البشرة الملونة لتخيل إمكانيات جديدة خارج قيود القومية.

## مسلسل تلفزيوني
في مايو 2022 تم الإعلان عن أن إتش بي أو ستقوم بتحويل الرواية إلى مسلسل تلفزيوني محدود. ستنشىء المشروع وكتابته بواسطة شانون م. هيوستن.

## وصلات خارجية
- صولا على موقع الموسوعة البريطانية (الإنجليزية)

- Sula study guide, themes, quotes, teacher resources